# Ma'a Nonu
Ma'a Allan Nonu nebo zkráceně Ma'a Nonu (narozen 21. května 1982, Wellington) je novozélandský ragbista. Obvykle hraje na pozicích inside/oustside centre či wing (levá/pravá tříčtvrtka či křídlo). Hraje za americký klub San Diego Legion.
Je dvojnásobným mistrem světa v ragby (Mistrovství světa v ragby 2011 a Mistrovství světa v ragby 2015).. V letech 2008, 2010, 2012 - 2014 se stal vítězem Rugby Championship. Za reprezentaci nastoupil do 103 zápasů a připsal si 155 bodů (2003-2015).

## Galerie

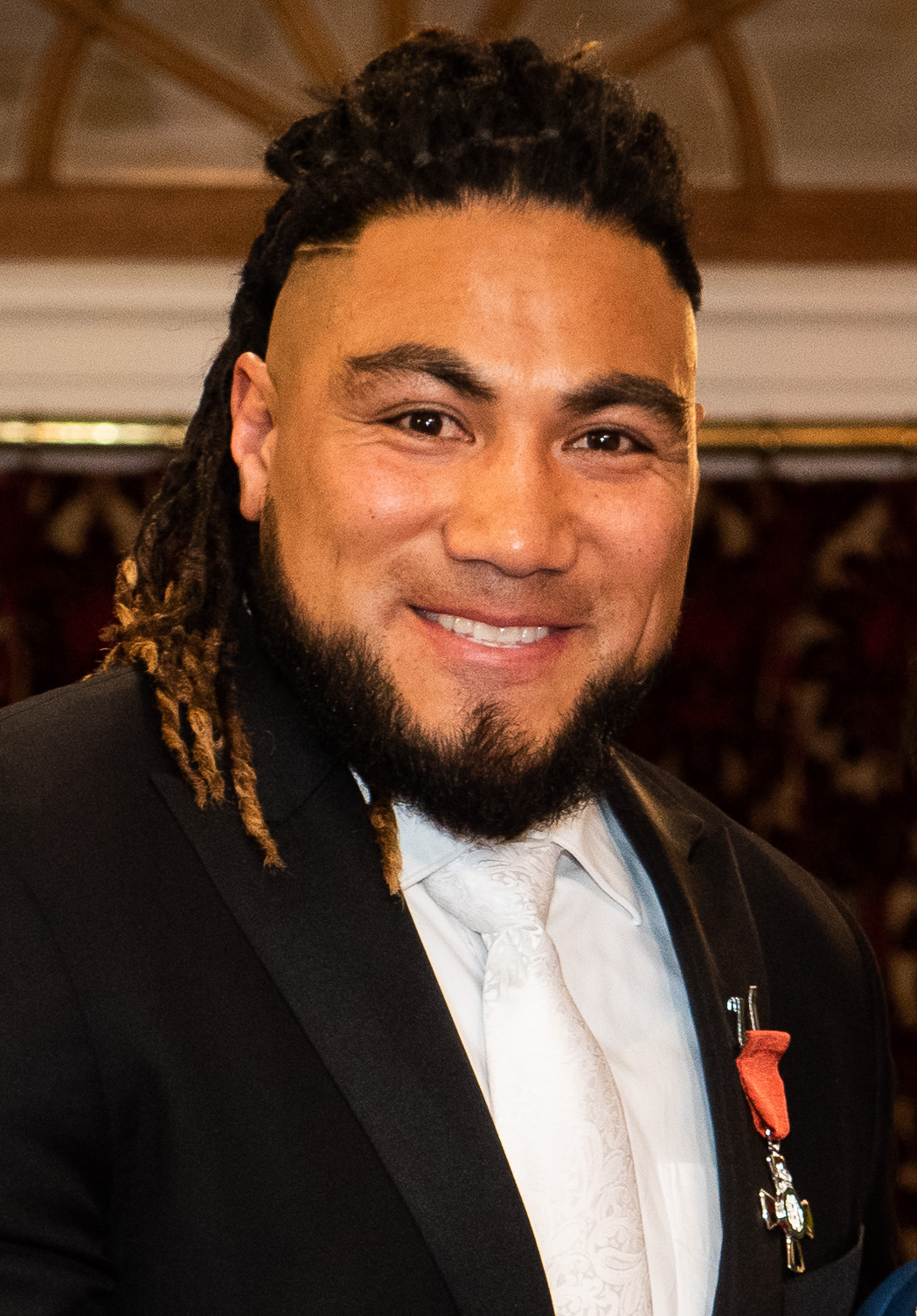
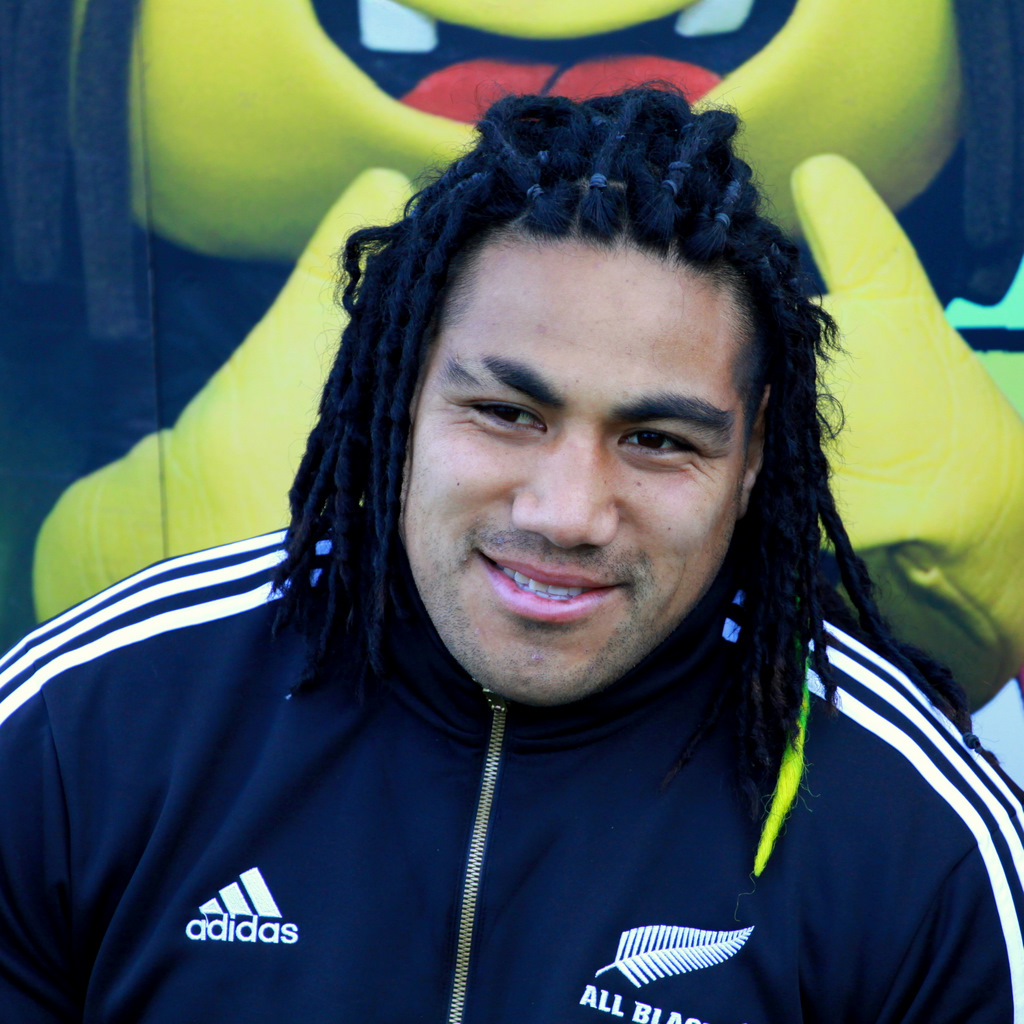
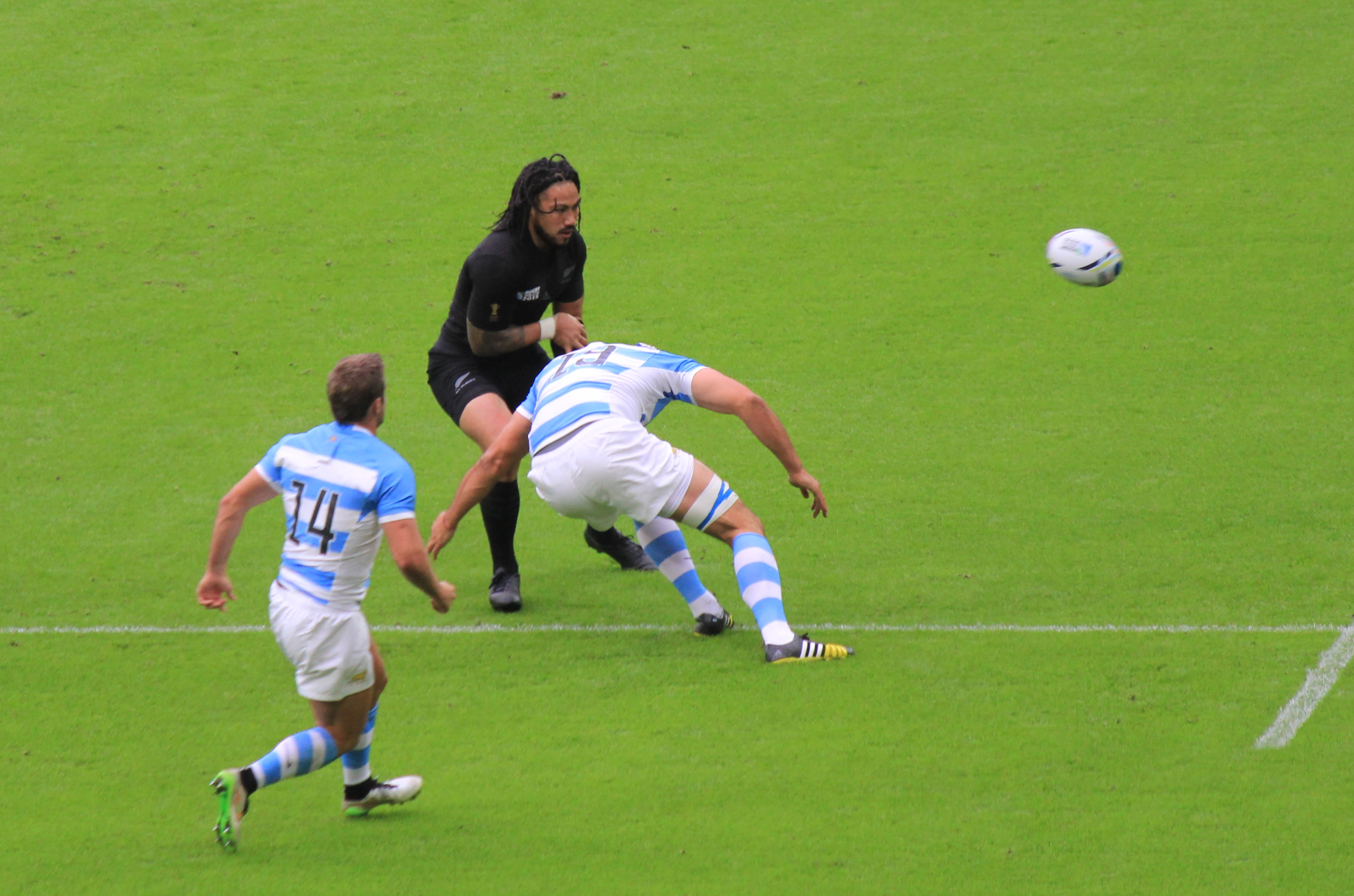
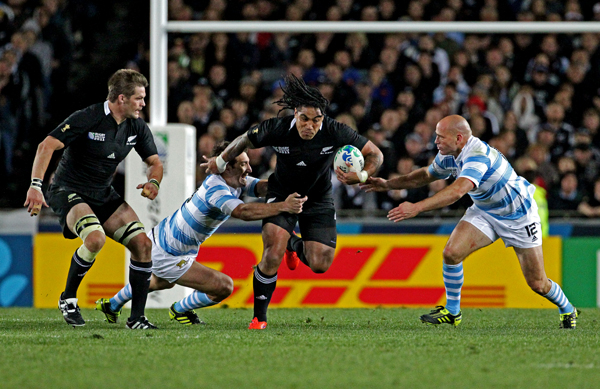